# Megaloglossus woermanni
Megaloglossus woermanni är en däggdjursart som beskrevs av Arnold Pagenstecher 1885. Megaloglossus woermanni var fram till 2012 ensam i släktet Megaloglossus som ingår i familjen flyghundar. IUCN kategoriserar arten globalt som livskraftig. Inga underarter finns listade.
Året 2012 tillkom med Megaloglossus azagnyi en ny art i samma släkte.

## Beskrivning
Denna flyghund når en kroppslängd (huvud och bål) av 6 till 8 cm och svansen är antingen en otydlig stubbe eller saknas helt. Underarmarnas längd som bestämmer djurets vingspann är 3,7 till 5 cm och vikten varierar mellan 8 och 15 gram. Pälsen har på ryggen en mörkbrun färg och buken är något ljusare. Hanar har dessutom ljusa hår vid halsen. Den långa, smala tungan har borstliknande utskott.

## Utbredning och ekologi
Arten förekommer i västra och centrala Afrika från Sierra Leone och södra Guinea till Uganda och norra Angola. Habitatet utgörs av regnskogar i låglandet, av träskmarker och av fuktiga savanner med träd. Megaloglossus woermanni uppsöker även fruktträdodlingar.
Individerna vilar gömda i den täta växtligheten. De vilar ofta ensamma eller mera sällan i små grupper. Födan utgörs av nektar och pollen. Honor kan troligen para sig två gånger per år. Per kull föds vanligen en unge, sällan tvillingar.